# Pinto Itamaraty
José Eleonildo Soares, conhecido no meio político como Pinto Itamaraty (São Luís, 10 de maio de 1960) é um radialista e político brasileiro. Filiado ao PSDB, foi vereador (2001–2007), deputado federal (2007–2015). Assumiu o mandato de Senador da República em outubro de 2016, após licença do titular Roberto Rocha.
Antes de entrar na política em 2000, José Eleonildo Soares era sócio da radiola Itamaraty, ganhando inicialmente o nome de Pinto da Itamaraty. 

## Carreira política
Começou a carreira política ao ser eleito vereador de São Luís em 2000, sendo reeleito em 2004 pelo PTB. A seguir migrou para o PSDB, pelo qual foi eleito deputado federal em 2006 e reeleito em 2010. 
Foi eleito suplente de senador da República na chapa encabeçada por Roberto Rocha em 2014. Assumiu por três meses o cargo de senador da República. Foi a primeira vez em que o PSDB conquista o senado do Maranhão.
Em dezembro de 2016, votou a favor da PEC do Teto dos Gastos Públicos.
Deixou o PSDB em dezembro de 2017 ao lado do grupo do vice-governador Carlos Brandão, após o partido romper com o governador Flávio Dino (PCdoB). Ingressou no Solidariedade em 2018.
Foi candidato a vereador de São Luís em 2020, mas não obteve êxito.

## Escândalo das passagens aéreas
Em 2016 foi denunciado pela participação no Escândalo das passagens aéreas, ocorrido quando era deputado federal em 2009. O escândalo consistia no repasse da cota de viagens aéreas a terceiros – o benefício, custeado com dinheiro público, é privilégio exclusivo de parlamentares. Entre os 443 denunciados, foi o segundo que mais emitiu passagens: 388 bilhetes recebidos, o mesmo número do deputado Ilderlei Cordeiro, e uma movimentação financeira de R$ 179.370,52, tudo custeado pelo contribuinte.